# 계급 의식

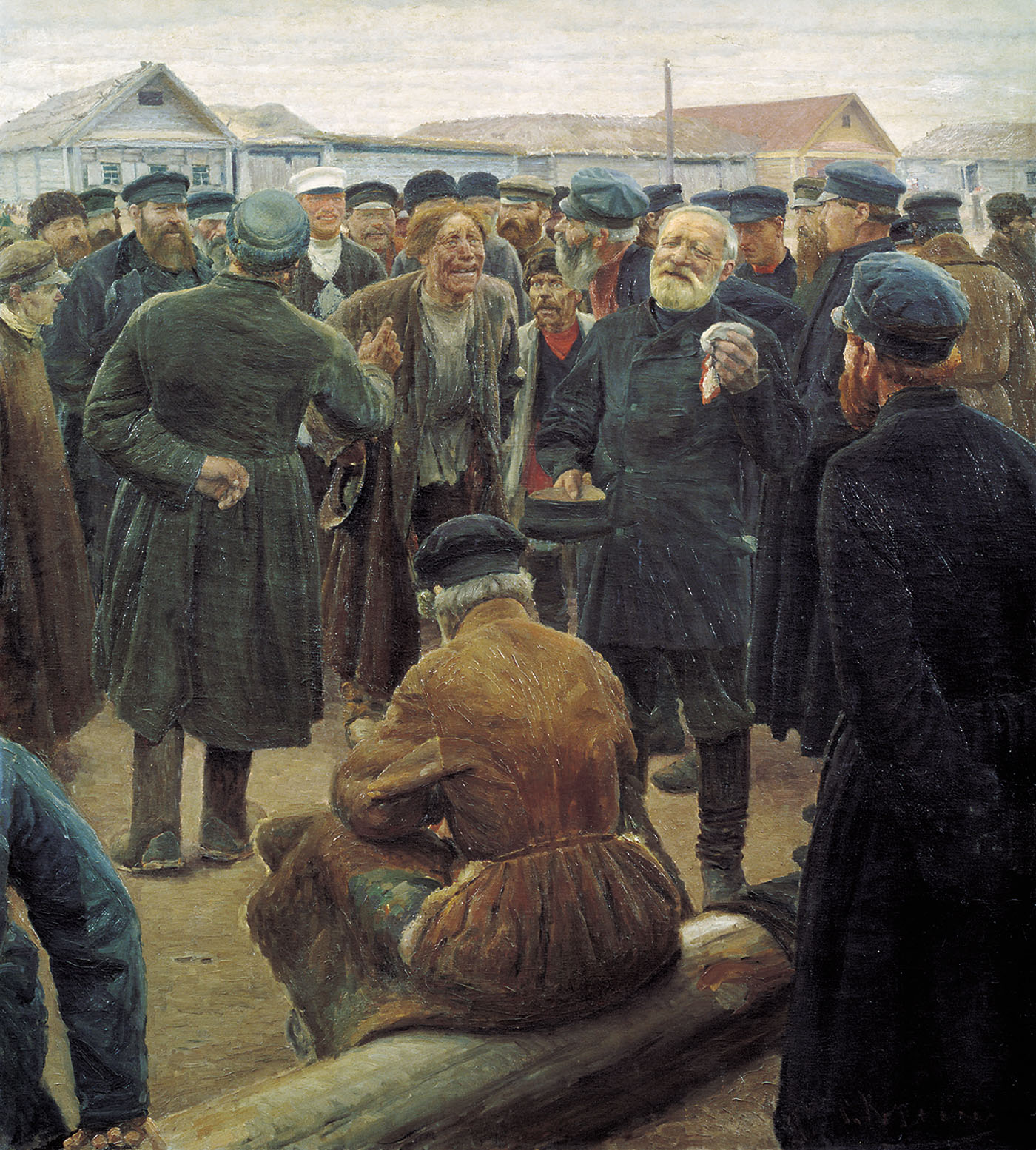

계급 의식(階級意識, 영어: class consciousness)은 마르크스주의에서 어느 계급의 구성원이 계급에 소속함으로써 갖는 사회의식. 그 계급의 생활을 반영해서 본능적·감각적인 단계에 있는 것과 계급의 사회적 지위·요구·역사적 사명, 정치적 임무 등을 자각한 보다 높은 단계의 것이 있다. 대립하는 계급은 대립하는 계급의식을 가지게 된다. 계급투쟁을 발전시켜 최종적으로 계급의 소멸과, 착취와 억압으로부터의 해방시키는 역사적 사명에 대한 자각은 마르크스주의에서 말하는 계급의식의 중심이다. 이러한 자각은 처음부터 나타나는 것이 아닌, 노동운동 속에서 자연적으로 발생하는 계급투쟁이 쌓아지면서 지각하게 되는 것이다. 마르크스주의에서는 자기 계급의 객관적ㆍ역사적 위치를 배워서 익혀야 한다고 주장한다. 그렇게 이러한 자각에 도달한 계급의식을 '대자적 계급'(對自的階級, 독일어: klasse für sich, 영어: class for itself)이라하는 반면에, 도달하지 못한 계급의식을 '즉자적 계급'(卽自的階級, 독일어: klasse an sich, 영어: class in itself)이라 한다.

## 같이 보기
- 귀속의식

## 참고 자료
- 이 문서에는 다음커뮤니케이션(현 카카오)에서 GFDL 또는 CC-SA 라이선스로 배포한 글로벌 세계대백과사전의 내용을 기초로 작성된 글이 포함되어 있습니다.